# West Felton
West Felton – wieś w Anglii, w hrabstwie Shropshire. Leży 20 km na północny zachód od miasta Shrewsbury i 244 km na północny zachód od Londynu.